# Playa de Torrenueva Costa
La playa de Torrenueva está situada en el municipio español de Torrenueva Costa, en la provincia de Granada, comunidad autónoma de Andalucía.